# Živanj
Živanj je planina u Bosni i Hercegovini.

## Položaj
Nalazi se u općini Gacko. Najviši vrh planine je na 1696 m.
Između Živnja i Lebršnika je prijevoj Čemerno.